# Vintilă V. Brătianu
Vintilă V. Brătianu (cunoscut și sub diminutivul Vintilică, n. 1914 - d. 1994) a fost un om politic român, conducător al Partidului Liberal 1993.:p. 275

## Date biografice
Vintilică V. Brătianu a fost fiul lui Vintilă I.C. Brătianu și a Liei Anatastase Brătianu (născută Stolojan), fiica lui Anastase Stolojan (1836-1901), membru important al PNL. Ei s-a a căsătorit în anul 1904. Vintilică a fost singurul copil al familiei lui Vintilă I.C. Brătianu, născut la 10 ani de la căsătorie.
Familia Vintilă Brătianu avea să locuiască din 1911 în casa din strada Aurel Vlaicu, nr. 19 din zona Parcului Ioanid, casă construită în stil neo-românesc, pe un teren cumpărat prin licitație publică de Lia Stolojan de la Primăria Capitalei.
Izbucnirea Primului Război Mondial avea să pună la grea încercare familia Brătianu, care va alege însă din nou să pună mai presus interesele țării, chiar cu asumarea unor mari primejdii pentru fiecare din membrii familiei.
În iarna lui 1916, Vintilă va pleca odată cu Ionel Brătianu și cu întreg guvernul condus de acesta, în refugiu la Iași, în vreme ce Lia, si unicul lor copil, Vintilică, în vârstă de numai trei ani, au rămas în București, ca și alți membri ai familiei Brătianu. Întrebat de un prieten, economistul G. D. Creangă, de ce nu își ia soția în Moldova odată cu retragerea temporară a guvernului la Iasi, Vintilă I. C. Brătianu a dat cunoscuta sa replică: „Se rupe țara în două, îmi rup și eu sufletul în două.”
Rămasă singură cu copilul, Lia se va muta din casa lor din strada Țăranilor (Aurel Vlaicu, azi) la mama ei, în casa Stolojan din strada Cosma (Henri Coandă, actuala ambasadă a Italiei). Ei și Sabinei li se va stabili ulterior, de către autoritățile germane de ocupație, domiciliu forțat la Mănăstirea Pasărea, iar proprietățile le vor fi confiscate. 
Familia se va reîntregi în noiembrie 1918, odată cu alungarea trupelor de ocupație și revenirea Regelui și a Guvernului în București. 
Altruist, plin de iubire fata de semenii săi, Vintilă Brătianu nu a pregetat în 1918, sa ia la el acasă un fiu de țăran căzut la datorie pe front, copilul Gheorghe, de aceeași vârstă cu fiul familiei, Vintilică, ambii copii învățând și crescând împreună, nefăcându-se nici o diferență în instrucția și educația acordată lor.
În perioada interbelică, familia Brătianu avea să ducă viața obișnuită a elitei Bucureștene, una îndestulătoare dar decentă și fără ostentație. Iat-o văzută prin ochii uneia dintre menajere, o fată din ludețul Mureș:
„Aveau casa pe lângă Grădina Icoanei, pe o stradă care atuncea se numea Aurel Vlaicu. Era mare casa si n-aveau decât un băiet - pe Vintilică - si el plecat mereu la studii în străinătate. Domnul și doamna au mai crescut un băiet de la țară, care a rămas orfan. Pe sora băietului ăsta a înfiat-o alt ministru, Tancred Constantinescu mi se pare că-l chema.”
Vintilică V. Brătianu a avut o singură fiică, Despina Leiter-Brătianu. În timpul celui de-al doilea război a fost pilot de vânătoare în Est (vezi http://www.zf.ro/ziarul-de-duminica/drumul-celor-putini-amintirile-unui-pilot-de-vanatoare-iesit-din-incercuirea-de-la-stalingrad-de-tudor-greceanu-15556876: "... Atunci a plecat de la noi și Vintilică Brătianu, care aici și-a încheiat cariera de foarte bun pilot de vânătoare, excelent luptător și român." ).
Sublocotenentul aviator (r) Vintilă Brătianu a fost decorat cu Ordinul Virtutea Aeronautică de război cu spade, clasa Crucea de Aur cu 2 barete (4 noiembrie 1941) „pentru eroismul dovedit în lupta aeriană dela Gniliocova, când a doborît un avion inamic. De asemenea în luptele dela Vacarajani, doborând un avion și la Fomina-Balka când a mai doborît un avion. Are 18 misiuni de front”. și clasa Cavaler (28 noiembrie 1941) „pentru eroismul și elanul dovedit în lupta aeriană dela Usatove, când a obținut a patra victorie aeriană. Pentru curajul arătat în cele 90 misiuni pe front și pentru abnegațiunea și educația ostășească și patriotică dovedită prin insistență de a fi menținut la unitatea cu care a început războiul, până la sfârșit”.

## Activitatea politică
Ca și tatăl său, Vintilică Brătianu a fost inginer. După război s-a înrolat în mișcarea de rezistență anticomunistă a generalului Aurel Aldea, a fost arestat și a reușit să fugă, trăind în exil în timpul perioadei comuniste. După 1989 s-a implicat în viața politică românească (Partidul Național Liberal, Partidul Liberal 1993).

## Decorații
- Ordinul „Virtutea Aeronautică” de Război cu spade, clasa Crucea de Aur cu 2 barete (4 noiembrie 1941)[8]
- Ordinul „Virtutea Aeronautică” de Război cu spade, clasa Cavaler (28 noiembrie 1941)[9]